# 三阪咲
三阪 咲（みさか さき、2003年4月23日 - ）は、日本のシンガー。所属レーベルはソニー・ミュージックレーベルズ内のアリオラジャパン。2021年4月から2024年3月までアミューズに所属した。

## 略歴
幼少の頃から、ダンス・ピアノ・ギターを習い始める。元々、歌も大好きで強く興味があり、11歳（小5）の時、通っていたダンススクールで開催されていたボーカルコンテストに出場したことを機に、本気で歌手を目指すことを決意。それ以来、路上ライブやライブハウスなどでも積極的に音楽活動を行う。その様子が、YouTubeやSNSなどを通じて徐々に拡がり、2019年1月にある音楽番組に出演したことが大きな話題に。
それをキッカケに世間からより注目を集め、1,000人弱だったSNSのフォロワーは日に日に伸び続け、Twitterのフォロワーがわずか1ヶ月で7万人、同年4月の音楽番組出演でさらに15万人を超えた。Instagramのフォロワーも約18万人となり注目度が急上昇。TikTokでは「三阪咲」関連の動画再生数が約5億回と爆発的に視聴されており、YouTubeにアップされている歌唱動画も関連動画再生数は合計約5,000万再生を超える。
2019年10月、「第98回全国高校サッカー選手権大会」の応援歌を担当することが決定。メジャーデビュー前、かつ現役高校1年生の起用は史上初の快挙となる。そして、2019年12月4日、自身初の全国流通盤EP「Every day, Every night」をリリース。このEPを掲げ、全国モールツアーの開催し、2019年12月15日に終了。 2020年2月には東京・大阪にてワンマンライブを開催。 2020年6月には、東京・大阪・福岡・名古屋・仙台にてワンマンライブの開催を予定していたが、新型コロナウイルス感染拡大に伴い、開催を中止。2020年7月には、ワンマンライブを行う予定であった EX THEATER ROPPONGIから生配信ライブを行った。

### 2019年
- 1月11日、テレビ朝日『音楽チャンプ～歌うま日本一決定戦～』に出演。
- 3月20日、Yackleのファーストフルアルバム『FRANK THROW』の「Fell Me」に出演。
- 3月21日、シングル「ヒラヒラ」を発売。
- 4月5日、テレビ朝日『関ジャニ∞のTheモーツァルト』に出演。
- 10月16日、「第98回全国高校サッカー選手権大会」の応援歌を担当[3]。
- 12月4日、全国流通版EP「Every day,Every night」を発売[3]。

### 2020年
- 4月6日、AbemaTV『今日、好きになりました。』の主題歌「私を好きになってくれませんか」を発表[4]。

### 2021年
- 4月1日、アミューズとの契約を発表した[5]。
- 11月1日、4曲入り音源「I am ME」でソニー・ミュージックレーベルズからメジャーデビューすることが発表された[6]。

### 2022年
- 3月6日、KT ZeppYokohamaにてワンマンライブ「Saki Misaka LJK GRADUATION LIVE 〜夢のZeppで卒業式するってよ〜」を行った。

- 6月26日、アミューズ本社（山梨県南都留郡富士河口湖町）で実施の株主総会後の株主限定イベントに出演[7]。

### 2023年
- 8月26日、東京・代官山UNITにて約1年半ぶりのワンマンライブ、Saki Misaka One-Man Live 2023 "Be Butterfly"を行った。

### 2024年
- 3月31日、EX THEATER ROPPONGIにてワンマンライブ、SAKI MISAKA ONE MAN LIVE 2024 “一心同体メモリーズ”を行った。
- 4月1日、所属事務所であるアミューズとの契約が3月31日をもって満了となったことを発表する。

## 人物
- 料理が好きで、夏休みには家族の食事も作っている。なかでもうどんが好きで、粉から麺を作ったこともある。
- 飲み物は、綾鷹、コカコーラが好きと公表している。
- 音楽での目標は、高校在学中にZeppツアーをすること[2]。
- 大のサッカーファンでありイングランドのフットボールチームであるマンチェスターシティのファンであることを公言しており自身のユーチューブチャンネルでも推しの選手であるジャック・グリーリッシュの私物グッズなどを紹介してる[8][9]。

## ディスコグラフィ

### シングル

#### CDシングル
| # | 発売日        | タイトル | 収録曲 | 収録作品 | 備考     |
| - | ------------- | -------- | ------ | -------- | -------- |
| 1 | 2019年3月21日 | ヒラヒラ |        |          | 自主製作 |

#### デジタルシングル
| #                   | 配信日         | タイトル                     | 収録作品                                                  |
| ------------------- | -------------- | ---------------------------- | --------------------------------------------------------- |
| Bloom Slope Records |                |                              |                                                           |
| 1                   | 2020年4月27日  | 私を好きになってくれませんか | 2nd EP「After Rain」 1st アルバム「INDIES PERSONAL BEST」 |
| 2                   | 2020年7月22日  | StaRting PoiNt               | 2nd EP「After Rain」 1st アルバム「INDIES PERSONAL BEST」 |
| 3                   | 2021年2月24日  | 僕でいいじゃん               | 1st アルバム「INDIES PERSONAL BEST」                      |
| 4                   | 2021年4月1日   | Bling Bling                  | 1st アルバム「INDIES PERSONAL BEST」                      |
| 5                   | 2021年5月1日   | 新しい一歩を踏み出す君へ     | 1st アルバム「INDIES PERSONAL BEST」                      |
| Ariola Japan        |                |                              |                                                           |
| 6                   | 2022年11月17日 | Singing for the night sky    |                                                           |
| 7                   | 2023年9月6日   | 恋の計画                     |                                                           |
| 8                   | 2023年11月15日 | 2                            |                                                           |
| 9                   | 2023年12月20日 | 冬だより                     |                                                           |
| 10                  | 2024年2月16日  | tamerai                      |                                                           |

### 参加作品
| # | アーティスト | リリース日    | タイトル | 収録                 | 参加内容 |
| - | ------------ | ------------- | -------- | -------------------- | -------- |
| 1 | Yackle       | 2019年3月20日 | Feel Me  | Album『FRANK THROW』 | ボーカル |

## ライブ

### ワンマンライブ
| 日程             | タイトル                                                                              | 会場                        | 備考                   |
| ---------------- | ------------------------------------------------------------------------------------- | --------------------------- | ---------------------- |
| 2018年           |                                                                                       |                             |                        |
| 7月27日          |                                                                                       | 京橋ベロニカ                |                        |
| 8月5日           | Melody Line～はじまりのうた～                                                         | 新宿HEADPOWER               |                        |
| 8月7日           |                                                                                       | SocoreFactory               |                        |
| 8月14日          |                                                                                       | グランフロント              | 路上ライブ             |
| 9月7日           |                                                                                       | うめきた広場(A 大階段下)    | 無料ライブ             |
| 9月14日          |                                                                                       | 水都音楽祭2018感謝祭        | 無料ライブ             |
| 9月17日          |                                                                                       | あべのAステージ             | 無料ライブ             |
| 9月30日          | MUSIC BUSKERR FESTIVAL                                                                | うめきた広場C               | 無料ライブ             |
| 9月30日          | U.for 1st ONEMAN LIVE                                                                 | CLUB VIJON                  | 台風のため延期         |
| 10月19日         |                                                                                       | 池袋 サンシャイン通り       | 路上ライブ             |
| 10月20日         | Melody Line～2周年anniversary～                                                       | 新宿HEADPOWER               |                        |
| 10月28日         |                                                                                       | うめきた広場B               | 無料ライブ             |
| 10月30日         | Heaven's☆Train Vol.42～Special Edition～                                              | 梅田TRAD                    |                        |
| 11月7日          |                                                                                       | 京橋ベロニカ                |                        |
| 11月10日         |                                                                                       | 東京?                       | 路上ライブ ?           |
| 11月21日         |                                                                                       | 江坂ミューズ                |                        |
| 11月25日         | U.for 1st ONEMAN LIVE                                                                 | hillsパン工房               |                        |
| 12月28日         | The Band Night Vol.2                                                                  | 江坂ミューズ                |                        |
| 2020年           |                                                                                       |                             |                        |
| 2月7日、2月11日  | One Man Live 2020「RAISE YOU UP!」                                                    | 渋谷WWW X、梅田CLUB QUATTRO | [ 11 ]                 |
| 7月25日          | AISE YOU UP!Live Streaming 2020 in Summer                                             | EX THEATER ROPPONGI         | 初の無観客生配信ライブ |
| 2021年           |                                                                                       |                             |                        |
| 5月1日 - 6月18日 | Saki Misaka ”Bling Bling" Tour 2021 ～Smiles are infectious!!～Supported by Seventeen | 札幌PENNY LANE24他 全8か所  | 初の全国ツアー         |
| 10月17日         | Saki Misaka「INDIES PERSONAL BEST」 SPECIAL LIVE                                      | umeda TRAD                  | [ 14 ]                 |
| 2022年           |                                                                                       |                             |                        |
| 3月6日           | Saki Misaka LJK GRADUATION LIVE ～夢のZeppで卒業式するってよ～                        | KT Zepp Yokohama            | [ 15 ] [ 16 ]          |
| 2023年           |                                                                                       |                             |                        |
| 8月26日          | Saki Misaka One-Man Live 2023 "Be Butterfly"                                          | 代官山UNIT                  | [ 17 ]                 |
| 2024年           |                                                                                       |                             |                        |
| 3月31日          | Saki Misaka One-Man Live 2024 at EX THEATER ROPPONGI                                  | EX THEATER ROPPONGI         | [ 18 ] [ 19 ]          |

### 出演イベント
- モンバス!オンライン（2020年9月23日）
- 渋谷JACK 2021 SUMMER（2021年7月11日、clubasia）
- FM802 MINAMI WHEEL 2021（2021年10月9日、BIG CAT）
- Power of Women（2021年12月19日、福岡UNITEDLAB）
- SANUKI ROCK COLOSSEUM 2022 -MONSTER baSH × I♡RADIO 786-（2022年3月20日、高松オリーブホール）
- D-SHOCK FINAL（2022年3月30日、川崎CLUB CITTA）
- Date fm Fantastic Forty “MEGA★ROCKS 2022”（2022年10月1日、仙台darwin）
- FM802 MINAMI WHEEL 2022（2022年10月8日、BIG CAT）
- SANUKI ROCK COLOSSEUM 2023 -MONSTER baSH × I♡RADIO 786（2023年3月18日、SUMUS Café）
- KNOCKOUT FES 2023 spring（2023年4月16日、下北沢MOSAiC）
- SAKAE SP-RING 2023（2023年6月3日、ReNY limited）
- YATSUI FESTIVAL! 2023（2023年6月17日、Spotify O-Crest）
- FM802 MINAMI WHEEL 2023（2023年10月7日、BIG CAT）

## ミュージックビデオ
| 公開日     | 監督                | 曲名                                                | 備考                                            |
| ---------- | ------------------- | --------------------------------------------------- | ----------------------------------------------- |
| 2019/08/18 |                     | 今だけは好きなものを好きでいたい                    |                                                 |
| 2019/09/30 | 田辺秀伸            | Say Good Night                                      |                                                 |
| 2019/12/02 | 青柳重徳            | 繋げ!                                               |                                                 |
| 2019/12/06 |                     | We are on your side 〜Kick Off Live Special Movie〜 |                                                 |
| 2020/04/07 | 大畑貴耶            | 私を好きになってくれませんか                        |                                                 |
| 2020/09/18 | 大久保拓朗          | StaRting PoiNt                                      |                                                 |
| 2020/10/20 | 青柳重徳            | 友よ恋よ                                            | 別バージョンに「荒乙Special Movie」ver.がある。 |
| 2021/03/01 | 佐藤なつみ 大北隼平 | 僕でいいじゃん                                      |                                                 |
| 2021/04/30 | 五十嵐洸平 TOCCI    | Bling Bling                                         |                                                 |
| 2021/08/31 | TOCCI               | キミに会いたくなるんだよ                            |                                                 |
| 2021/11/01 |                     | My Type                                             |                                                 |
| 2021/11/21 | Nasty Men$ah        | DANNA                                               |                                                 |
| 2021/12/03 | 土屋隆俊            | Rollercoaster                                       |                                                 |
| 2022/11/04 |                     | Singing for the night sky                           |                                                 |
| 2023/09/06 | ariyama.mp4         | 恋の計画                                            |                                                 |

## タイアップ一覧
| 年     | 曲名                         | タイアップ                                            | 収録作品                             |
| ------ | ---------------------------- | ----------------------------------------------------- | ------------------------------------ |
| 2019年 | 繋げ!                        | 第98回全国高等学校サッカー選手権大会 応援歌           | 1st EP 「Every day, Every night」    |
| 2019年 | We are on your side          | 第98回全国高校サッカー選手権大会 みんなのアンセム     | 1st EP 「Every day, Every night」    |
| 2020年 | 私を好きになってくれませんか | AbemaTV『今日、好きになりました。』オープニングテーマ | 2nd EP「After Rain」                 |
| 2020年 | Say Good Night               | AbemaTV『今日、好きになりました。』エンディングテーマ | 1st EP 「Every day, Every night」    |
| 2020年 | 友よ恋よ                     | MBS/TBSドラマイズム『荒ぶる季節の乙女どもよ。』主題歌 | 2nd EP「After Rain」                 |
| 2021年 | 僕でいいじゃん               | AbemaTV『今日、好きになりました。』オープニングテーマ | 1st アルバム「INDIES PERSONAL BEST」 |
| 2021年 | Bling Bling                  | Seventeen テーマソング                                | 1st アルバム「INDIES PERSONAL BEST」 |

## 出演

### テレビ
- 『音楽チャンプ～歌うま日本一決定戦～』（2019年1月11日、テレビ朝日）
- 『関ジャニ∞のTheモーツァルト 音楽王No.1決定戦』（2019年3月26日、4月5日、テレビ朝日）
- 『日テレアップDate![解]』（2019年12月15日、日本テレビ）
- 『スッキリ』 「HARUNAまとめ」コーナー（2020年1月14日、日本テレビ）
- 『バズリズム02』（2021年6月12日、日本テレビ）
- 『うたコン』（2021年6月22日、NHK総合）[25]

### インターネット配信
- 今日、好きになりました。（2021年1月4日、ABEMA） - スペシャルスタジオゲスト
- ローラメルシエ 河北裕介×三阪咲 2022 Spring Makeup ＆Talk Show（2022年3月19日、YouTube/TikTok）

### ラジオ
- 『SCHOOL OF LOCK!』内「GIRLS LOCKS!」（2019年12月23日〜12月26日、TOKYO FM・JFN系列）
- On-air with TACTY IN THE MORNING（2020年11月24日 - 2020年3月24日、FM802）※不定期出演

### イベント
- アルバルク東京 vs 京都ハンナリーズ ハーフタイムショー（2022年12月10日、国立代々木競技場 第一体育館）
- 新谷ゆづみ BIRTHDAY EVENT 2023 第1部（2023年07月22日、ジールシアター東京）

## スチール・広告
- 「AWA」x 「WEGO」 コラボキャンペーン 第17弾アーティスト

## 書籍

### 雑誌
- Seventeen 2021年5月号（2021年4月1日、集英社）